# Musel Pikes Basket
O BC Musel Pikes, conhecido mais popularmente apenas como Musel Pikes é um clube de basquetebol que disputa a Nationale 1 de Luxemburgo. Sua sede fica na cidade de Stadtbredimus, Cantão de Remich e seus jogos são mandados no Centro Esportivo Remich com capacidade para 600 espectadores.

## Títulos

### Nationale 1 (Feminino)
- Campeão (4):2009-10, 2010-11, 2012-13 e 2013-14

### Copa de Luxemburgo (Feminina)
- Campeão (3):2008, 2010 e 2013

## Temporada por temporada
| Temporada | Nivel | Liga       | Pos. | TR    | PL  | Resultado  |
| --------- | ----- | ---------- | ---- | ----- | --- | ---------- |
| 2011-12   | 1     | National 1 | 3    | 15-13 | 0-2 | Semifinais |
| 2012-13   | 1     | National 1 | 5    | 14-14 |     |            |
| 2013–14   | 1     | National 1 | 6    | 11-17 |     |            |
| 2014–15   | 1     | National 1 | 6    | 12-16 |     |            |
| 2015–16   | 1     | National 1 | 3    | 17-11 | 2-2 | Finalista  |
| 2016-17   | 1     | National 1 | 2    | 20-9  | 3-2 | Finalista  |
| 2017-18   | 1     | National 1 | 5    | 12-11 | 2-4 | Semifinais |
| 2018-19   | 1     | National 1 | 7    | 7-11  |     |            |
| 2019-20   | 1     | LBBL       | 1º   | 14-4  |     |            |
| 2020-21   | 1     | LBBL       | 8º   | 9-13  |     |            |
| 2021-22   | 1     | LBBL       | 9º   | 13-15 |     |            |
| 2022-23   | 1     | LBBL       | 9º   | 12-16 |     |            |
| 2023-24   | 1     | LBBL       | 10º  | 6-17  | 2-0 | Repescagem |
| 2024-25   | 1     | LBBL       | 10º  | 8-20  | 2-0 | Repescagem |

fonte:eurobasket.com

## Ligações Externas
- Sítio da Federação Luxemburguesa
- Musel Pikes no eurobasket.com
- Musel Pikes Basket no Facebook